# Dil Ne Phir Yaad Kiya (1966)
Dil Ne Phir Yaad Kiya (Hindi दिल ने फिर याद किया, dt. „das Herz erinnerte sich wieder“) ist ein Bollywoodfilm, der eine tiefe Freundschaft zwischen zwei Männern thematisiert.

## Handlung
Ashok arbeitet gemeinsam mit seinem besten Freund Amjad in einem Spielzeugladen in der Großstadt. Während Amjads Ehe mit seiner Freundin Shabnam endlich feststeht, träumt Ashok von der Dorfschönheit Ashoo. Als er sie im Dorf besuchen will, findet er heraus, dass sie von seinem Stiefbruder Bhagat festgehalten wird. Bhagat ist hinter dem Besitz von Ashoos Familie her und hat sogar ihren Bruder ermordet.
Irgendwie schafft es Ashok Bhagat auszutricksen und so seine Geliebte zu befreien. Sie fliehen aus dem Dorf, um es noch rechtzeitig zu Amjads Hochzeit zu schaffen. Auf dem Weg dahin passiert ein Zugunglück, das nur wenige überlebt haben. Unter den Verletzten ist Ashok, der nach seiner Ashoo sucht. Amjad erfährt von dem Unglück und fährt sofort ins Krankenhaus, wo er von Ashoos Tod erfährt.
Amjad nimmt Ashok mit nach Hause, um ihn dort gesund zu pflegen. Als Amjad ein Bild von Ashoo in seinen Händen hält, ist er geschockt. Ashoo ist das Ebenbild von Shabnam. Deshalb lässt er Ashok in dem Glauben, dass Ashoo noch am Leben ist, um seine Gesundheit nicht zu gefährden. Doch lange können sie Ashok nichts vormachen und die Wahrheit kommt ans Licht. Es stellt sich sogar heraus, dass Ashoo Shabnams verschollene Zwillingsschwester war. Nach einem Streit kommt ihnen Bhagat in die Quere und es kommt zu einer weiteren Auseinandersetzung in der Ashok sein Leben verliert.

## Musik
| Songtitel                        | Sänger/in                                   |
| -------------------------------- | ------------------------------------------- |
| Dil Ne Phir Yaad Kiya            | Mohammad Rafi, Mukesh, Suman Kalyanpur      |
| Kaliyon Ne Ghunghat Khole        | Mohammad Rafi                               |
| Aaja Re Pyar Pukare              | Lata Mangeshkar                             |
| Main Suraj Hoon Tu Meri Kiran    | Asha Bhosle, Mohammad Rafi                  |
| Lo Chehra Surkh Sharab Hua       | Mohammad Rafi                               |
| Hamen To Khushi Hai              | Asha Bhosle                                 |
| Yeh Dil Hai Mohabbat Ka Pyasa    | Mukesh                                      |
| Yun Chaal Chalo Na Matwali       | Mohammad Rafi                               |
| Humne Jalwa Dikhaya To Jal Jaoge | Asha Bhosle, Manna Dey                      |
| Main To Naina Ladake             | Usha Khanna, Usha Mangeshkar, Krishna Kalle |

## Auszeichnungen
Nominierungen bei den 14. Filmfare Awards
- Filmfare Award/Bester Nebendarsteller an Rehman